# Pandanus reticulatus
Pandanus reticulatus là một loài thực vật có hoa trong họ Dứa dại. Loài này được Vieill. miêu tả khoa học đầu tiên năm 1861.